# 소행성체

태양계 천체의 구성을 보여주는 오일러 다이어그램

소행성체(小行星體, minor planet)란 태양을 공전하는 천체중 행성도 아니고 100% 혜성도 아닌 천체이다.  소행성체는 왜소행성, 소행성(asteroid), 트로이군, 센타우루스군, 카이퍼대 천체, 해왕성 바깥 천체일 수 있다. 2017년 7월 기준으로 734,274개의 소행성체가 소행성체 센터에 등록됐다. 처음 발견된 소행성체는 1801년에 발견된 세레스이다.
소행성체(minor planet)라는 표현은 19세기부터 이런 천체를 가리키는데 쓰여왔다. planetoid라는 표현은 국제천문연맹에서 왜행성으로 분류하는 천체 같이 큰 천체를 가리키는데 쓰인다. 역사적으로 소행성(asteroid), 소행성체(minor planet), planetoid는 더 동음이의어스러웠을 때도 있었고 덜 동음이의스러웠을 때도 있었다. 이 용어 구분은 목성 궤도 너머에 존재하는 소행성체들이 발견되면서 복잡해졌는데 특히 일반적으로 소행성(asteroid)으로 분류되지 않는 해왕성 바깥 천체가 발견되면서 그렇게 되었다. 기체를 방출하는 소행성체는 아마도 소행성체와 동시에 혜성으로도 분류된다.
2006년까지 국제천문연맹에서 공식적으로 소행성체(minor planet)라는 표현을 사용했다. 2006년 회의 결과 국제천문연맹은 소행성체와 혜성을 왜행성과 태양계 소천체(SSSB)로 재정의하였다. 자체 중력으로 정역학적 평형에 의해 회전타원체를 이루는 천체는 왜행성으로 불린다. 다른 소행성체와 혜성은 태양계 소천체로 분류한다. 국제천문연맹은 소행성체(minor planet)라는 표현은 계속 쓰일 것이지만 태양계 소천체라는 용어가 권장된다고 밝혔다.
하지만 번호를 붙이는데 있어서는 전통적인 소행성체와 혜성의 구분이 계속 쓰이고 있다.

## 개수
태양계에서 발견된 소행성체는 수십만개에 달하며 매달 수천개가 발견된다. 소행성체 센터 기록에 1억 7258만 개의 관측과 734,274개의 소행성체가 기록되어있고 공식명을 붙이기에 충분한 궤도가 알려진 것은 496,815개에 달한다. 이 중 21,009개가 공식적인 이름이 있다. 2021년 11월 기준으로 가장 번호가 작은 이름없는 소행성체는 (4596) 1981 QB이다. 2021년 11월 현재 가장 번호가 높은 이름있는 소행성체는 580123 게데크(Gedek)이다.

## 같이 보기
- 소행성체 목록
- 왜행성
- 준위성
- 태양계 소천체
- 우주선이 방문한 소행성체와 혜성 목록

## 참조
1. ↑  센타우루스군과 같은 천체의 경우 본래 소행성체로 분류되었으나, 뒤에 혜성의 특징을 갖고 있다는 특징이 밝혀져 둘 다로 분류한다. 처음 발견했을 때 혜성으로 분류된 천체는 제외된다.